# Marilia javana
Marilia javana är en nattsländeart som beskrevs av Georg Ulmer 1951. Marilia javana ingår i släktet Marilia och familjen böjrörsnattsländor. Inga underarter finns listade i Catalogue of Life.